# Port-Margot
Port-Margot, in creolo haitiano Pò Mago, è un comune di Haiti facente parte dell'arrondissement di Borgne nel dipartimento del Nord.